# Hyoscyamine
Hyoscyamine is een tropaanalkaloïde dat bekendstaat als zeer giftig. Het is het fysiologisch werkzame optische l-isomeer van atropine, dat zelf een mengsel is van het onwerkzame d-hyoscyamine en het actieve l-hyoscyamine. Het is net als atropine, een muscarine-antagonist en wordt soms nog gebruikt in de geneeskunde als anticholinergicum en spasmolyticum.
De stof komt onder andere voor in planten van de nachtschadefamilie.